# Dijken
Dijken (Fries: Diken) is een dorp of buurtschap in de gemeente De Friese Meren, in de Nederlandse provincie Friesland. De plaats ligt tussen Langweer en het Koevordermeer. In 2023 had het dorp 45 inwoners, in 2004 was dat 70.

## Geschiedenis
Dijken is oorspronkelijk een boerenstreek met enige opvaarten naar het Koevordermeer. Oppervlakkig gezien lijkt het een buurtschap, maar oude kaarten laten zien dat de historie van het oude streekdorp wel wat ingewikkelder moet zijn geweest.
Dijken heeft al lang een eigen dorpsgebied, dat zich volgens W.T. van der Leij van oorsprong uitstrekte tot aan de westkant van het Koevordermeer. Dat wijst op de ontginningsgeschiedenis en een relatie met Smallebrugge nabij Woudsend. Het Koevordermeer was trouwens ooit zo ondiep, dat vee en veedrijvers erdoorheen konden waden. De bebouwing aan de westkant van het Koevordermeer kreeg na de Tweede Wereldoorlog een nieuwe dorpsnaam; Koufurderrige.
Dijken werd vanaf de 16e eeuw gespeld als In de Dijcken, Indelijcken, Indijck, De Dyken, Indijk, Indijken en Dijken. De plaatsnaam duidt erop dat het binnen de bedijking was gelegen.
Tot de gemeentelijke herindeling in 1984 lag Dijken in de voormalige gemeente Doniawerstal. Tot 1 januari 2014 lag Dijken in de gemeente Skarsterlân.

## Klokkenstoel en verdwenen kerk
In Dijken stond vroeger een kerk. Rond 1650 was dit kerkje vervallen en rond 1720 was de kerk vervallen tot een ruïne. De kerk was blijkbaar van weinig waarde, aangezien deze niet op afbraak verkocht werd.
Bij de kerk stond een klokkenstoel, die op het kerkhof bleef staan na het verdwijnen van de kerk. Tijdens de Tweede Wereldoorlog werd de klok geroofd en omgesmolten in Duitsland. De klokkenstoel werd daarop afgebroken. In 1984 werd een nieuwe klokkenstoel geplaatst met een nieuwe klok. In 2002 werd het kerkhof gerenoveerd.

## Bekende inwoners
De voormalige (2002-2008) commissaris van de Koningin van Friesland Ed Nijpels was een van de inwoners.
Hoofdplaats: Joure     Stad: Sloten

Dorpen en gehuchten: Akmarijp · Bakhuizen · Balk · Bantega · Boornzwaag · Broek · Delfstrahuizen · Dijken · Doniaga · Echten · Echtenerbrug · Eesterga · Elahuizen · Follega · Goingarijp · Harich · Haskerhorne · Idskenhuizen · Kolderwolde · Langweer · Legemeer · Lemmer · Mirns · Nijehaske · Nijemirdum · Oldeouwer · Oosterzee · Oudega · Oudehaske · Oudemirdum · Ouwster-Nijega · Ouwsterhaule · Rijs · Rohel · Rotstergaast · Rotsterhaule · Rottum · Ruigahuizen · Scharsterbrug · Sint Nicolaasga · Sintjohannesga · Snikzwaag · Sondel · Terhorne · Terkaple · Teroele · Tjerkgaast · Vegelinsoord · Wijckel

Buurtschappen: Ballingbuur · Bargebek · Boornzwaag over de Wielen · Brekkenpolder · Commissiepolle · De Rijlst · Delburen · Finkeburen · Heide · Hooibergen · Nieuw Amerika · Onland · Schoterzijl (deels) · Schouw · Spannenburg · Tacozijl · Trophorne · Tweehuis · Vierhuis · Vrisburen · Westerend-Harich · Zevenbuurt

Friesland: Steden en dorpen      Nederland: Provincies · Gemeenten